# Све о Стиву
Све о Стиву (енгл. All About Steve) је америчка комедија из 2009. са Сандром Булок у главној улози. Булокова је за овај филм награђена Златном малином за најгору глумицу, неколико сати пре него што је добила Оскар за најбољу главну глумицу за филм Мртав угао. Тако је постала најгора и најбоља глумица 2009. године и уједно прва глумица у историји која је исте године добила и Оскара и Златну малину.

## Улоге
| Глумац            | Улога                  |
| ----------------- | ---------------------- |
| Сандра Булок      | Mери Хоровиц           |
| Бредли Купер      | Стив                   |
| Томас Хејден Черч | Хартман Хјуз           |
| Бет Грант         | гђа Хоровиц            |
| Хауард Хесеман    | г. Хоровиц             |
| Џеј Хед           | Шон Туи Млађи (Си Џеј) |
| Кејти Миксон      | Елизабет               |
| Кит Дејвид        | Дени                   |
| Кен Џонг          | Ангус                  |